# Église San Giovanni Battista dei Fiorentini
Pour les articles homonymes, voir Église San Giovanni Battista.
L'église San Giovanni Battista dei Fiorentini (en français : église Saint-Jean-Baptiste-des-Florentins) est une basilique mineure de style haute Renaissance-baroque du XVIe siècle de Rome, édifiée à l'initiative du pape Jules II, dédiée à saint Jean le Baptiste (saint patron de Florence). Elle se trouve au commencement de la via Giulia qui mène au Vatican. Parmi les architectes qui ont contribué à la création et aux réaménagements de l'édifice, se trouvent Jacopo Sansovino, Antonio da Sangallo le Jeune, Michel-Ange, Giacomo della Porta, Carlo Maderno, Pietro da Cortona, Borromini et Alessandro Galilei. C'est dans cette église que sont enterrés Horace Capponi, Carlo Maderno et Borromini. L'église abrite également depuis 1960 le titre cardinalice de S. Giovanni Battista dei Fiorentini.

## Le premier projet
La révolution dans l'urbanisme imaginée par le pape Jules II della Rovere se concrétisa en 1508 avec la création de la Via Giulia, qui va en ligne droite du pont Principe Amedeo jusqu'au palais Falconieri et au jardin du palais Farnèse, entre le corso Vittorio Emanuele et le Tibre. C'est en 1508 précisément que Bramante conçut le premier projet pour une grande église de la nation florentine dédiée à Jean-Baptiste, saint patron de Florence. L'édifice était censé devenir le chef-d'œuvre architectural de cette voie. Le plan initial, en forme de croix grecque, s'il ne dépassa pas le stade de projet, devait être un précédent important, car l'architecture de San Giovanni Battista dei Fiorentini devait faire pendant, pour les thèmes, à la basilique Saint-Pierre, copiant même les parties décoratives.

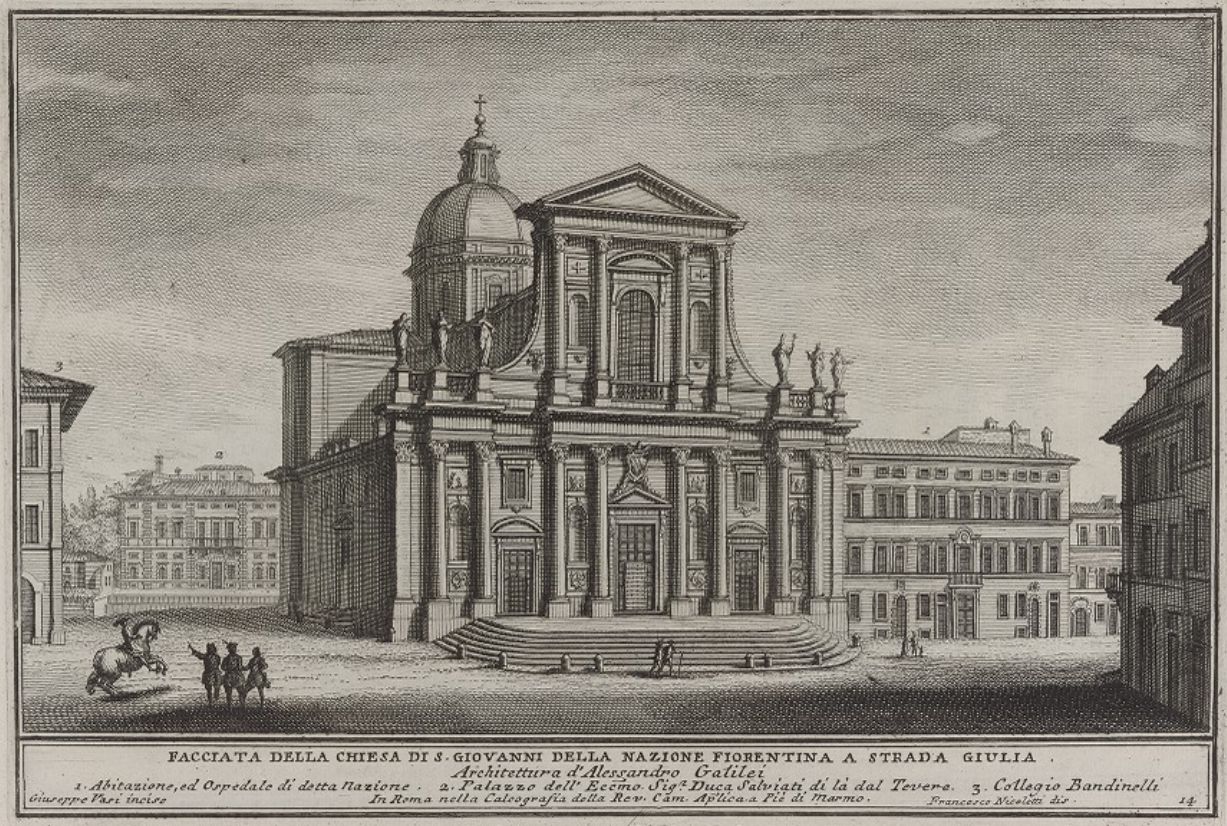
En 1739
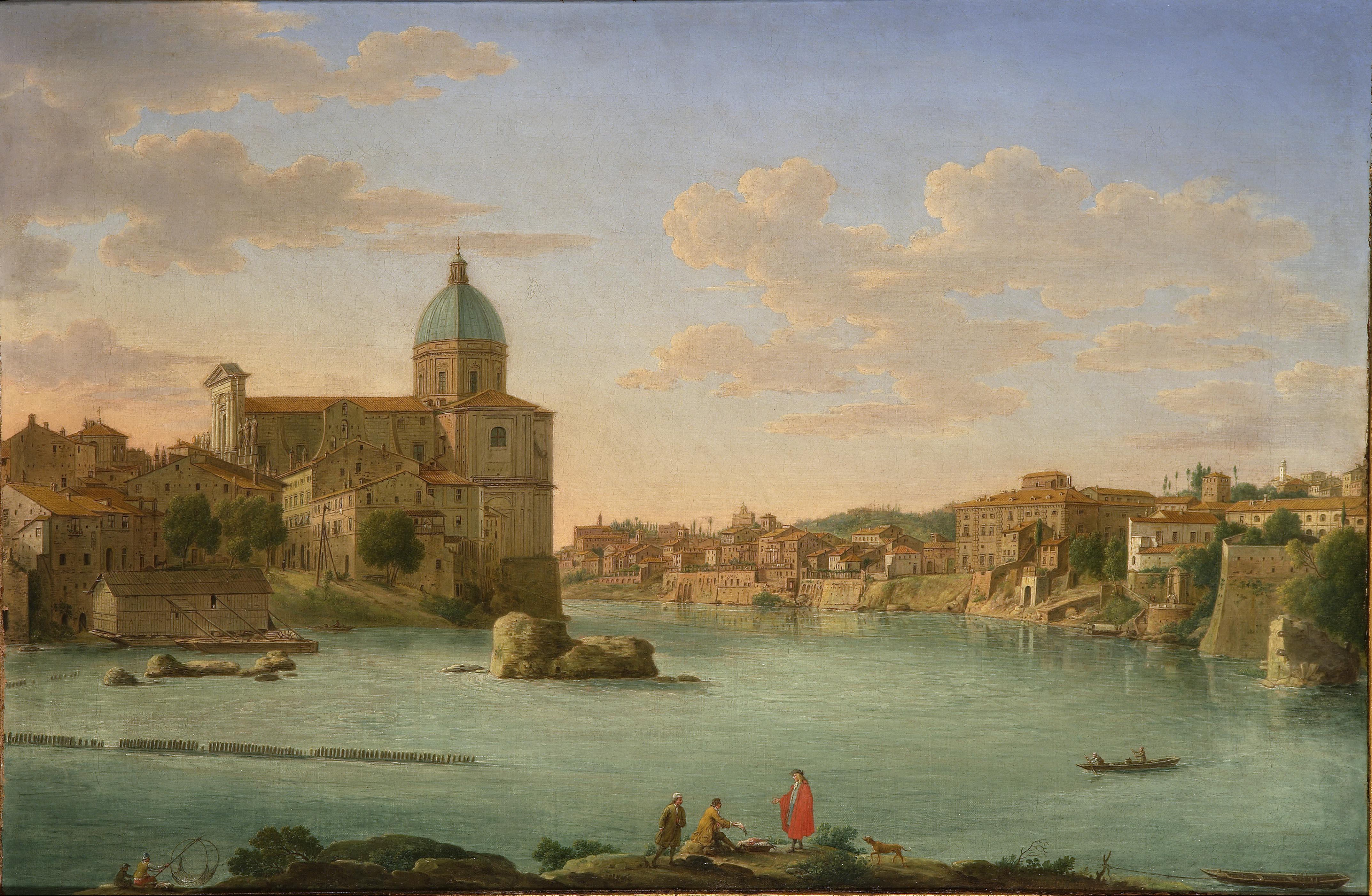
Au bord du Tibre en 1739
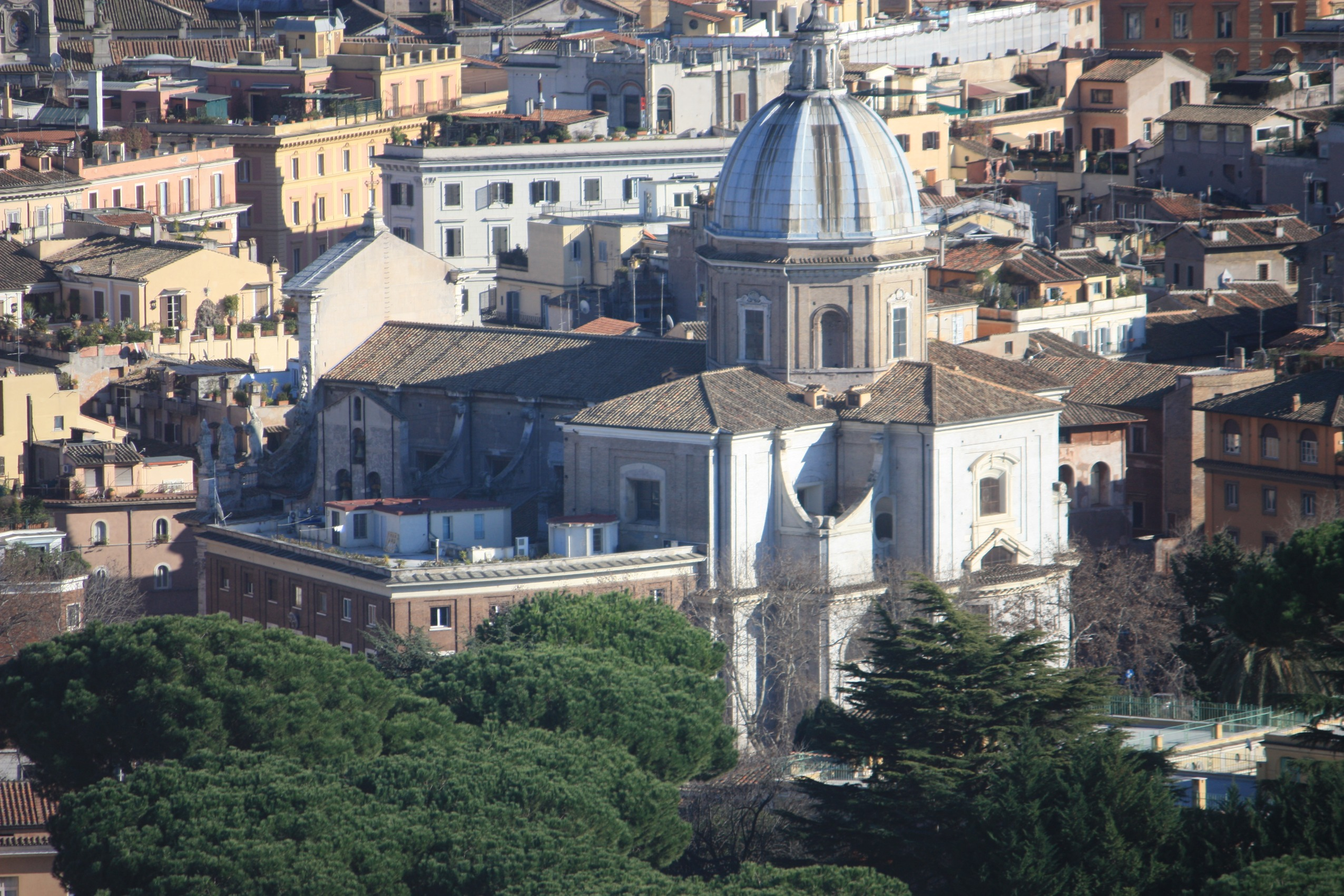
Vue du dôme

## Interventions de Sansovino et de Sangallo

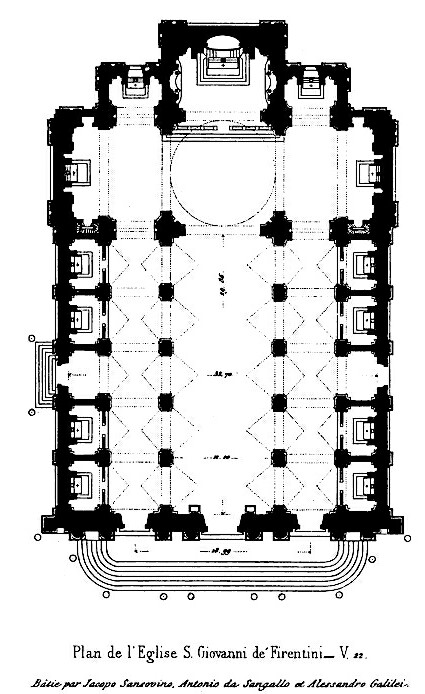
Plan de l'église de 1874

Le premier projet n'ayant pas été réalisé, on en vint à recruter l'architecte par concours. Y participèrent les plus grands artistes de l'époque : Jacopo Sansovino, Raphaël, Giuliano da Sangallo et Baldassarre Peruzzi. Le vainqueur, Jacopo Sansovino, commença alors la construction en 1509 selon un plan en croix grecque, mais il rencontra tout de suite les premiers problèmes : on s'était dit que l'église, étant dédiée à saint Jean-Baptiste qui baptisait dans les eaux du Jourdain, devait avoir sa zone absidiale construite dans le lit du Tibre. À ce moment-là Sansovino se heurta au problème des fondations qu'il fallait édifier dans les sables de la rivière ; en même temps se posa la question du financement des travaux. Ces difficultés conduisirent à écarter Sansovino et à confier le travail à Antonio da Sangallo le Jeune, un architecte de valeur, qui avait donné la preuve de ses capacités techniques dans des constructions militaires, et qui résolut brillamment le problème des soubassements. Lui non plus ne réussit pas à donner suite à sa propre idée, fondée sur un compromis entre la croix grecque et la croix latine. Pendant ce temps, Michel-Ange conçut cinq splendides projets où il imaginait une église en croix grecque, dont il confia la réalisation à son élève Tiberio Calcagni, qui en tira une maquette en bois, plusieurs fois représentée.

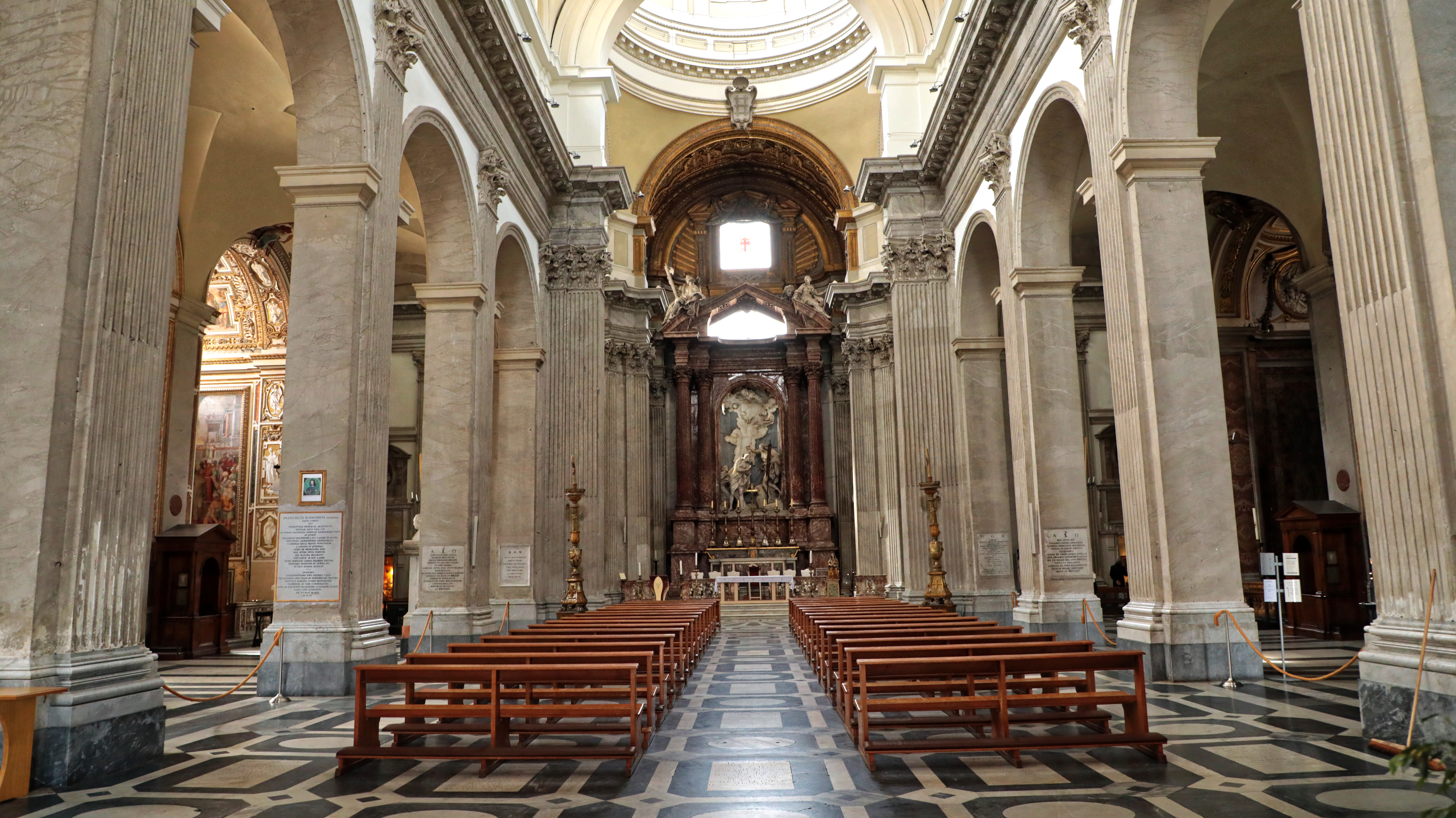
Nef et cœur
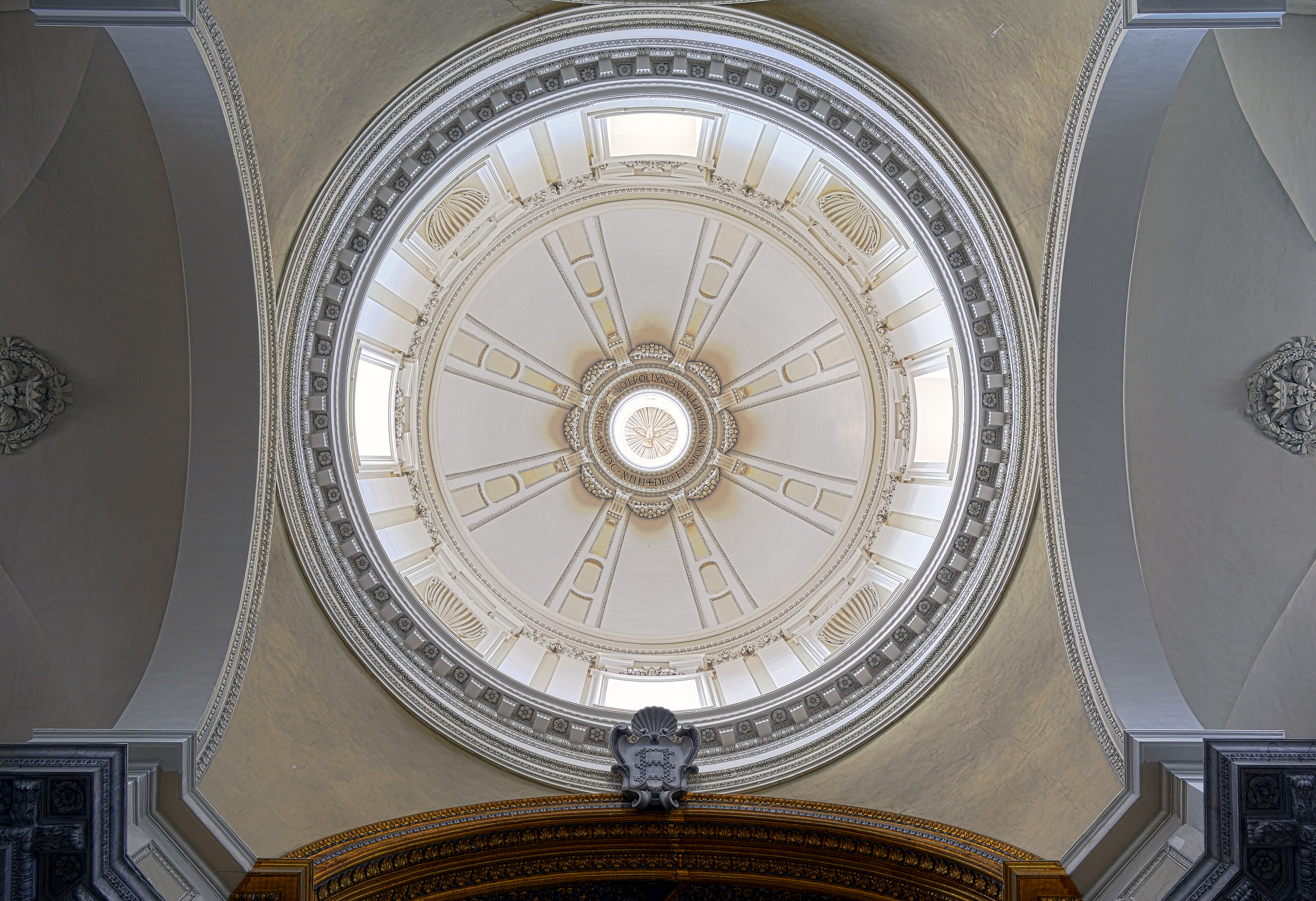
Coupole du dôme
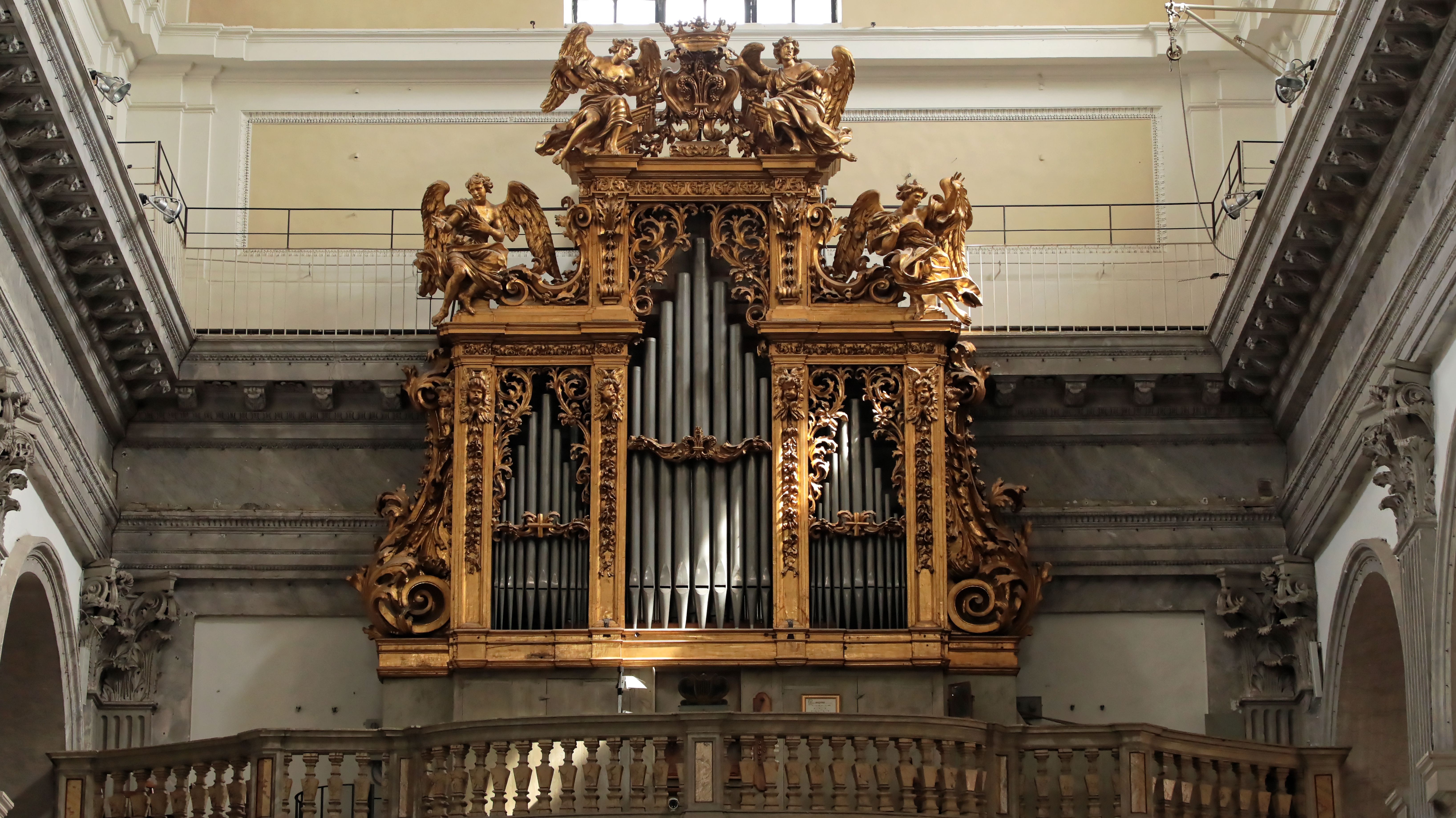
Orgue
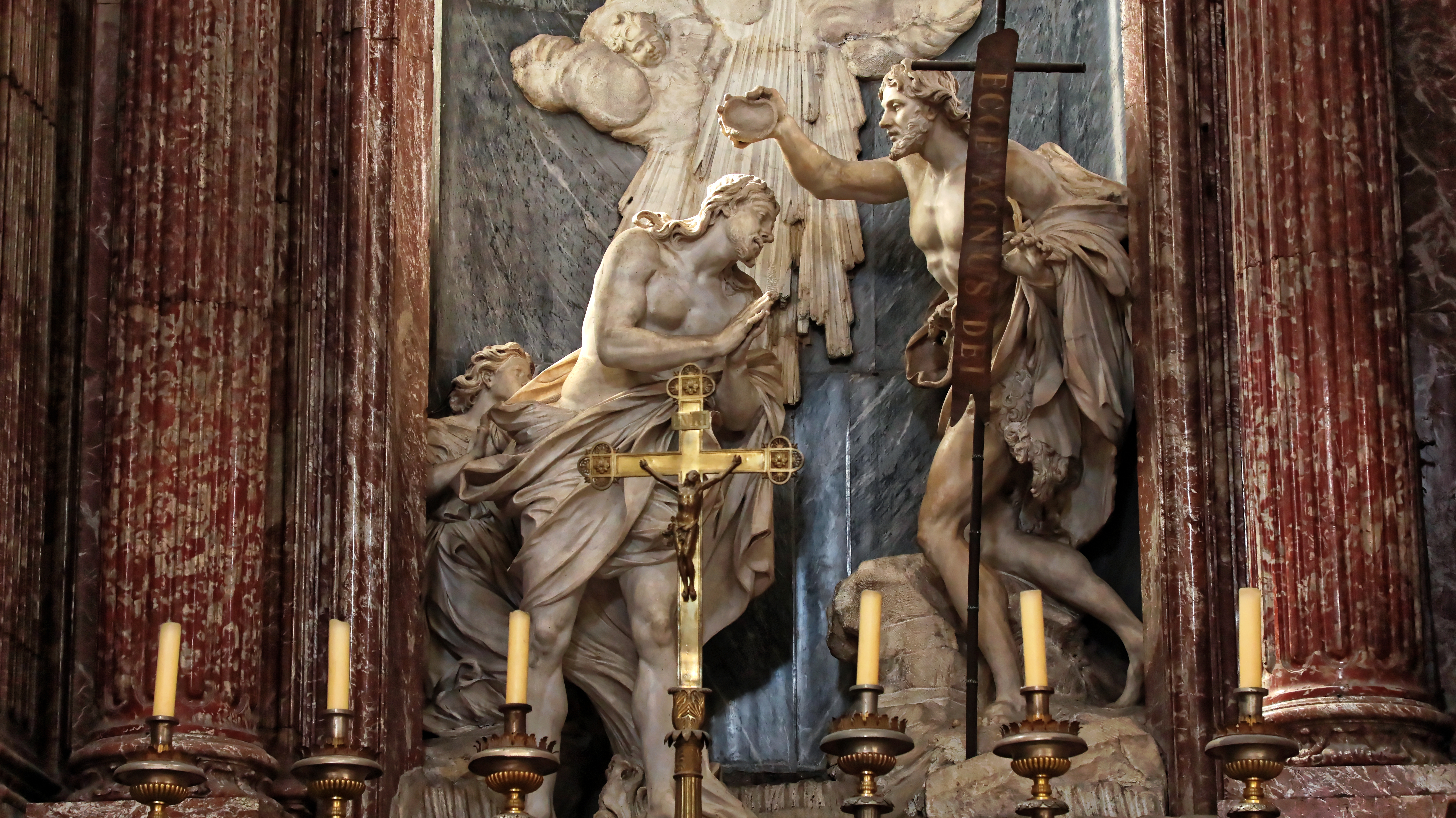
Baptême du Christ par saint Jean le Baptiste
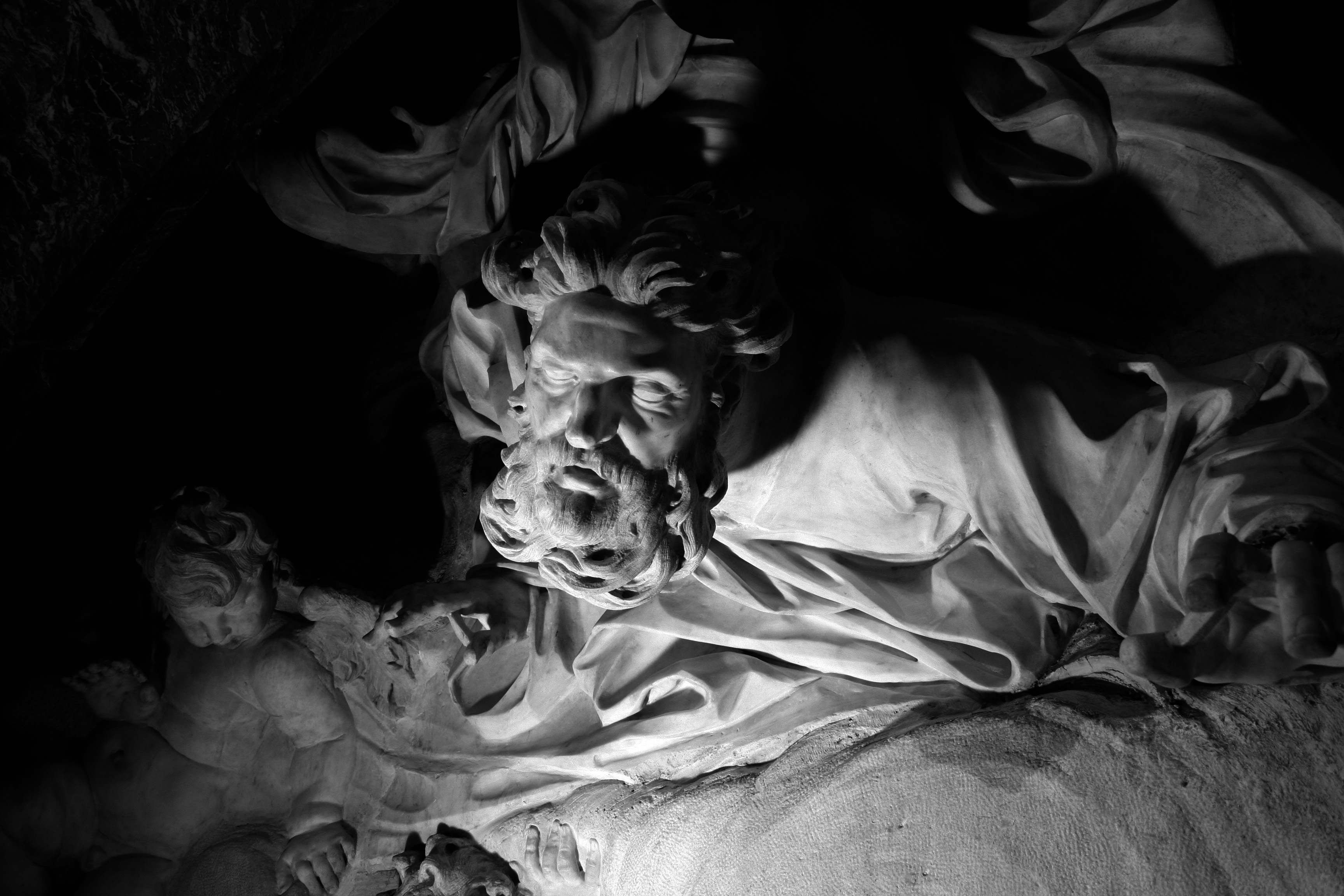
Dieu et les anges

## L'église construite par Della Porta et Galilei
La construction de l'église commença lorsque Giacomo della Porta s'impliqua dans le projet ; il imposa un plan basilical en croix latine, avec trois nefs sur des piliers à arc de plein cintre, cinq chapelles de chaque côté et une abside surmontée d'une coupole à triple niveau sommée d'une croix. C'est cette église qui, mis à part ces dernières particularités, est le bâtiment qu'on voit aujourd'hui.
L'achèvement n'eut lieu qu'avec Carlo Maderno, qui réduisit le projet de Giacomo della Porta, terminant l'abside et les transepts avec trois murs percés de fenêtres et construisant, en 1634, la coupole en brique et en stuc. L'abside resta sans décoration jusqu'aux années 1640, quand on chargea Pietro da Cortona de l'équiper provisoirement de bois et de stuc, avec des peintures empruntées à la Chiesa Nuova. Quand la famille Falconieri accepta de financer l'abside de la chapelle, on chargea Cortona d'un projet final qui prévoyait un colossal groupe sculptural dû à Francesco Mochi. L'abside actuelle fut réalisée par la suite selon le même principe, mais d'une manière différente dans sa forme, au cours des années 1660, par Francesco Borromini avec un groupe sculptural d'Antonio Raggi. Cependant l'église ne fut terminée qu'en 1734-1738, par Alessandro Galilei, qui mourut un an avant d'en avoir achevé la façade.

## Appareil sculptural

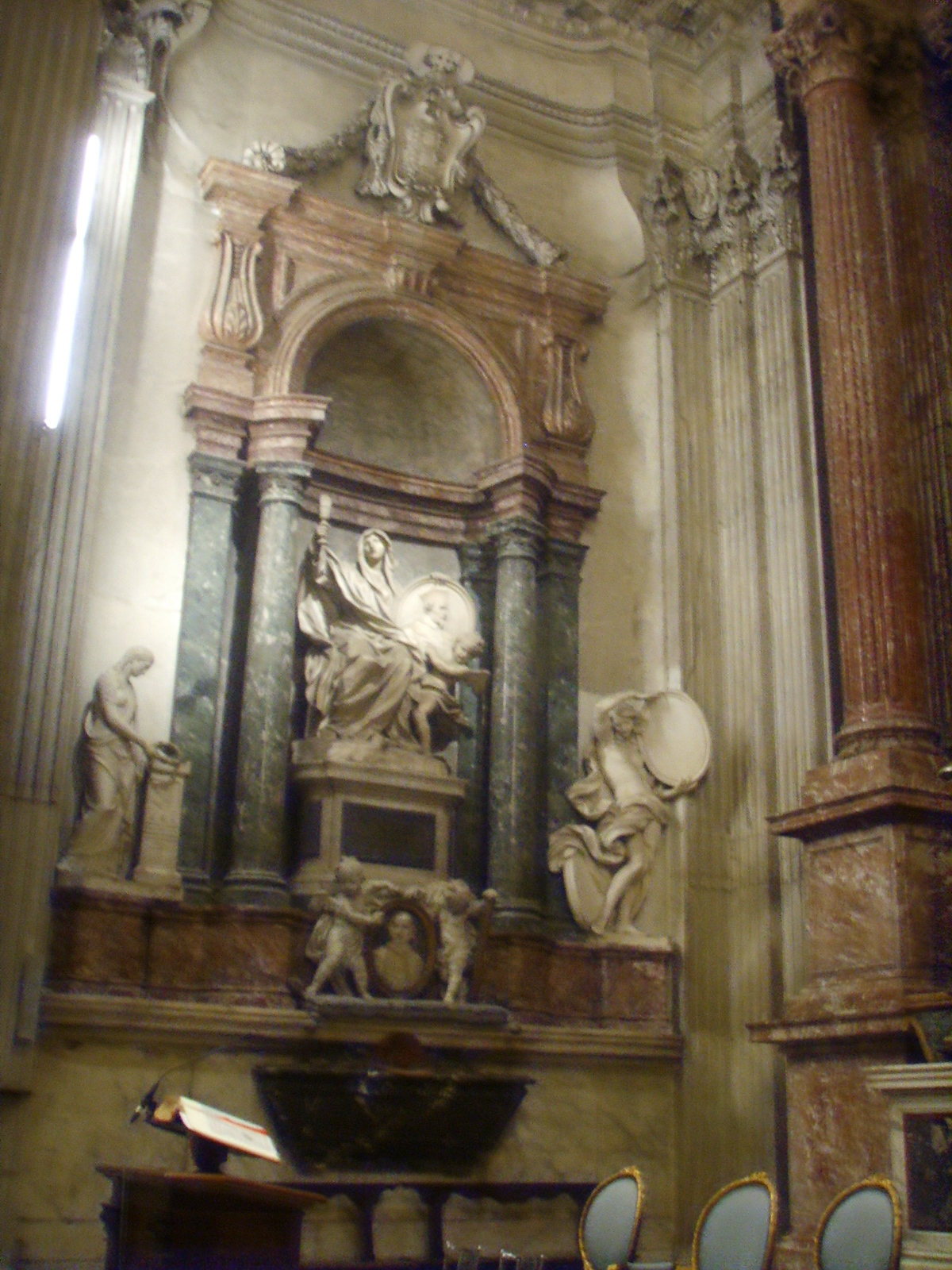
La chapelle Falconieri

L'abside de la basilique constitue un véritable musée de l'art baroque qui a succédé au Bernin et à Algardi : le maître-autel de Borromini s'ouvre sur l'imposant groupe sculptural représentant Le Baptême du Christ, dû à Antonio Raggi, avec sur les deux côtés les tombeaux de la famille Falconieri accompagnés des statues de La Foi par Ercole Ferrata et de La Charité par Domenico Guidi, enrichies de génies de stuc et de putti qui, depuis le XVIIIe siècle, tiennent dans leurs mains des portraits de la famille Falconieri dans des médaillons de marbre blanc ou polychrome. À Paolo Benaglia on doit le mémorial d'Alessandro Falconieri et de Marianna Lante, de facture néoclassique.

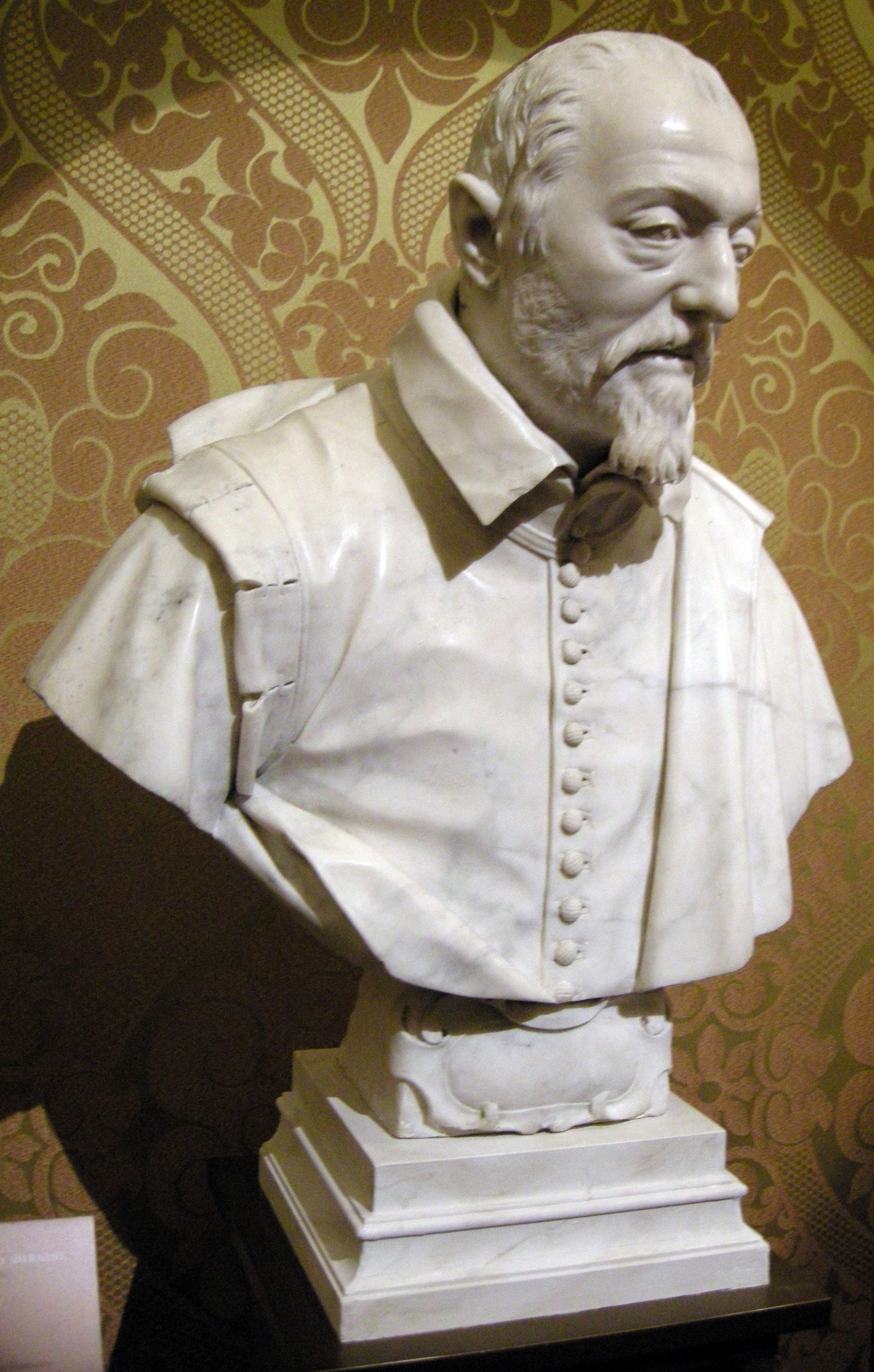
Buste d'Antonio Cepparelli par Le Bernin (1622)

L'autel colossal, en marbre rouge de France et de Cottanello, est surmonté par La Justice de Michel Anguier et par La Force de Leonardo Reti.
Le transept a été par la suite enrichi de bustes : Antonio Barberini par le Bernin, Pietro Francesco De Rossi par Domenico Guidi, Ottaviano Acciaioli par Ercole Ferrata et Ottavio Corsini par Algardi.
Entre les piliers des nefs se trouvent le monument à Francesca Calderini Pecori Riccardi par Antonio Raggi (vers 1655), le monument à Alessandro Gregorio Capponi, conçu par Ferdinando Fuga et sculpté en 1746 par René-Michel Slodtz, dit Michelangelo ou Monsù Slodtz, et le monument à Girolamo Samminiati, œuvre de Filippo della Valle (1733), à qui on doit aussi la mémoire et le buste de Clément XII Corsini (1750). Après avoir parcouru les statues et les bas-reliefs en stuc blanc et doré, travaillés avec une incroyable finesse, dans la chapelle de la Madone de la Miséricorde et dans la chapelle Sachetti, on remarque cette dernière, où sur l'autel est placé, encadré dans une posta en marbre noir d'Afrique poli comme un miroir, le crucifix en bronze réalisé par Paolo Sanquirico sur une idée de Prospero Antichi. Dans la chapelle de Philippe Neri a été par la suite conservé le reliquaire de la croix à laquelle le saint avait l'habitude d'adresser sa prière, réalisé par Giuseppe Ducrot, et, dans la chapelle de Jésus miséricordieux, l'appareil sculptural de Gino Giannetti.

## L'église et le musée
Dans l'église sont enterrés le cardinal Luigi Maria Torregiani, Carlo Maderno, Francesco Borromini, Lodovico Cigoli, Onofrio del Grillo et l'architecte Carlo Murena.
Dans l'église sont conservées les Archives historiques de l'Archiconfrérie des Florentins, avec des écrits, des documents, des projets et des partitions, le tout allant du XVe siècle à nos jours ; on y trouve des documents curieux comme le procès-verbal de l'expulsion de Léonard de Vinci de l'association, pour défaut de paiement de la taxe d'entrée.

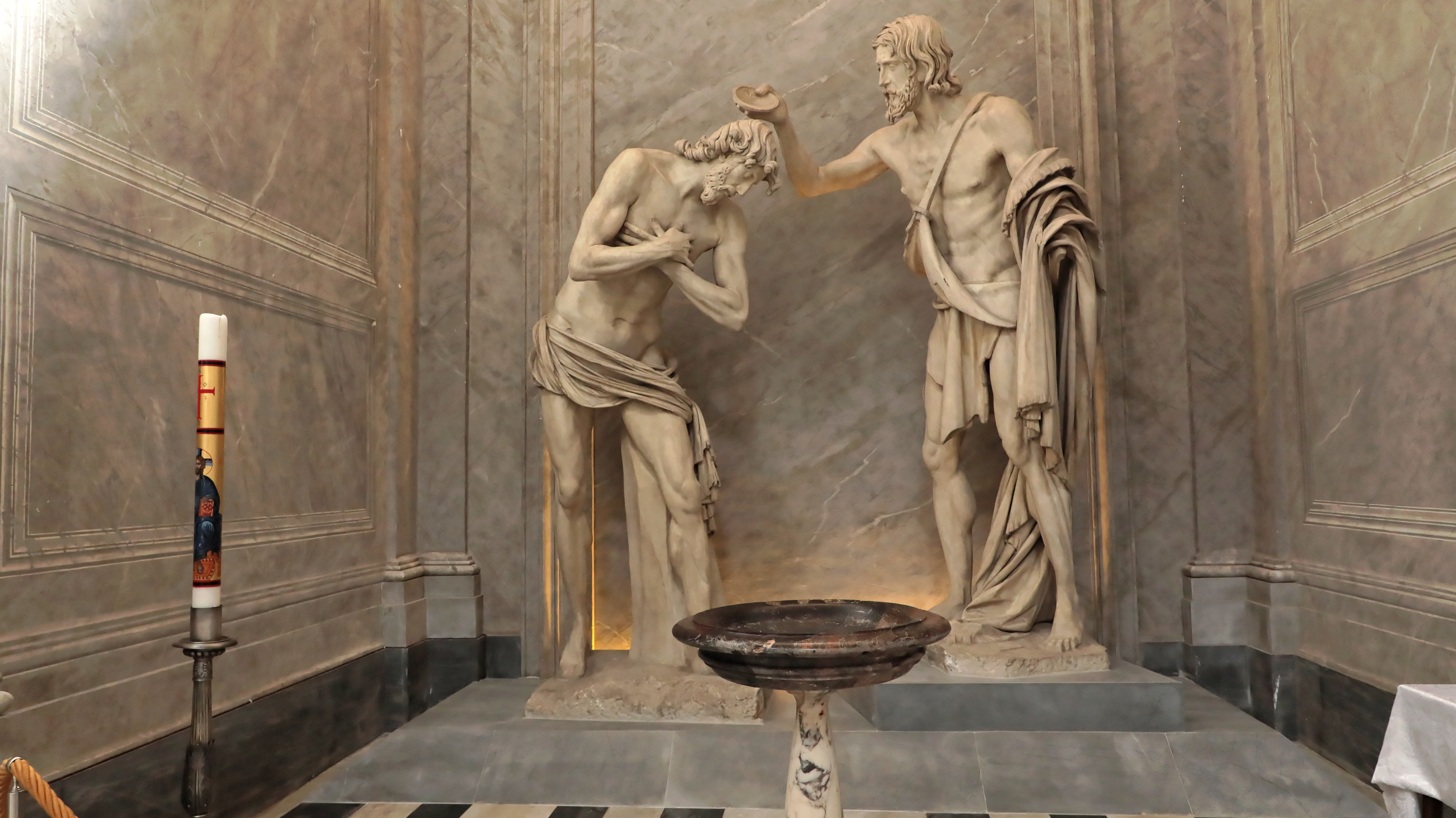
Le Baptême du Christ, de Francesco Mochi, de 1634

L'église est célèbre également parce que les animaux ont le droit d'y entrer.
Le musée attenant (museo San Giovanni de' Fiorentini) renferme un Saint Jean-Baptiste longtemps attribué à Donatello et récemment reconnu comme une œuvre de Michel-Ange, des sculptures du Bernin et de Pierino da Vinci, un reliquaire en argent, bronze et or provenant de l'atelier de Benvenuto Cellini et un grand ostensoir en argent de Luigi Valadier.
En 2017,  Le Baptême du Christ, de Francesco Mochi, de 1634, est placé dans une alcôve latérale de la nef, près de 4 siècles après avoir été commandé et réalisé .

## Saint Philippe Neri et l'Oratoire
- Saint Philippe Neri a fondé la Congrégation de l'Oratoire, alors qu'il était recteur de cette église, une des chapelles lui est dédiée.
- Saint Philippe Neri fut appelé à devenir recteur de l'église sur l'insistance des Florentins, qui souhaitaient avoir une figure charismatique à la tête de la nouvelle église. Cependant il n'y aimait pas l'ambiance qu'il jugeait trop « noble » et souvent il revenait à son ancienne église de San Girolamo della Carità.
- Jusqu'à la démolition, dans les années quarante, de l'hôpital contigu, on avait conservé dans une salle une cheminée qui portait ce graffiti : « Caesar Baronius cocuus perpetuus » écrit par le futur cardinal César Baronius, disciple de Philippe, à qui revenait fréquemment de faire son tour à la cuisine.

## Sources manuscrites
- Archives historiques de l'Archiconfrérie des Florentins (Archivio storico dell'Arciconfraternita dei Fiorentini). Rome.